# Arranque remoto sin disco en Linux

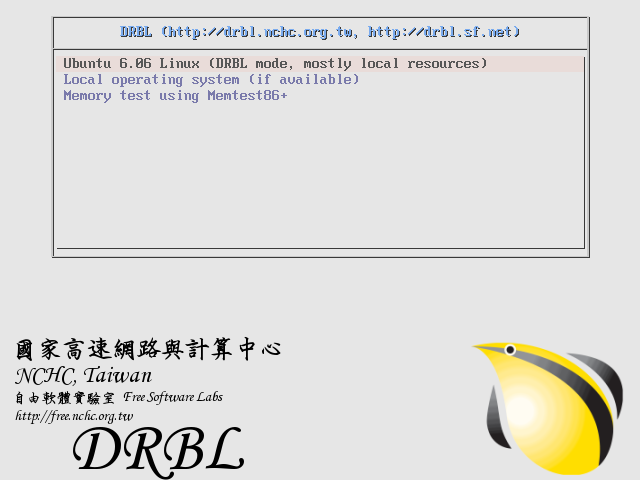

El arranque remoto sin disco en Linux o Diskless Remote Boot in Linux (DRBL) es un servidor de NFS-/NIS que proporciona un ambiente sin disco o sin sistema para las máquinas cliente de una red de computadoras.
Puede ser usado para:
- Máquinas clonadas con el software Clonezilla incorporado
- Proveer una instalación de red de distribuciones Linux como Fedora, Debian, etc
- Proveer máquinas vía arranque de PXE (o medios similares) con un sistema operativo de pequeño tamaño (por ejemplo, DSL, Puppy Linux, FreeDOS).

¿Cómo proveer un servidor DRBL?
- Por medio de una instalación en una máquina ejecutando una distribución de Linux soportada vía un script de instalación
- Por medio de un LiveCD

La instalación es posible en una máquina con una distribución Linux ya instalada, como Debian, Ubuntu, Mandriva, Red Hat Linux, Fedora, CentOS o SuSE. A diferencia del LTSP, usa recursos de hardware distribuidos y hace posible a los clientes acceder completamente el hardware local, haciendo así factible usar máquinas con menos poder. También incluye Clonezilla, una utilidad de particionado y clonado de disco similar a Symantec Ghost.
El DRBL viene bajo los términos de licencia GPL que le da al usuario la capacidad de modificarla para requisitos particulares.

## Características
El DRBL sobresale en dos categorías principales.

### Clonado de disco
Clonezilla, empaquetado con el DRBL, usa partimage para evitar copiar el espacio libre, y gzip para comprimir imágenes de disco duro. La imagen almacenada entonces puede ser restaurada a múltiples máquinas simultáneamente usando paquetes Multicast, de esta manera reduciendo en gran medida el tiempo que lleva hacer la imagen en una gran cantidad de computadoras. El LiveCD de DRBL permite hacer todo esto sin realmente instalar cualquier cosa en cualquiera de las máquinas, simplemente cargando una máquina (el servidor) desde el CD, y cargando el resto de las máquinas usando PXE.

### Cliente híbrido
Una excelente manera de hacer uso del hardware viejo. Usando el hardware viejo como clientes ligeros es una buena solución, pero tiene algunas desventajas que un cliente híbrido puede compensar.
- El streaming de audio/vídeo. Un servidor de terminales debe decomprimir, recomprimir, y enviar el vídeo sobre la red al cliente. Un híbrido hace toda la decompresión localmente, y puede hacer uso de cualquier capacidad del hardware de gráficos en la máquina local.
- El software que requiere entrada en tiempo real. Puesto que toda la entrada en un cliente ligero es enviada sobre la red antes de que sea registrado por el sistema operativo, allí puede haber un retardo substancial. Esto es un problema grave en el software que requiere entrada en tiempo real (por ejemplo, videojuegos). Los clientes híbridos corren el software localmente, y por eso no tienen este problema.

El DRBL permite instalar múltiples clientes híbridos con relativa facilidad.

## Cómo trabaja
La computadora cliente es configurada para arrancar desde la tarjeta de red usando PXE o Etherboot. El cliente pide una dirección IP, y la imagen TFTP para arrancar desde ella, ambas son proporcionadas por el servidor de DRBL. El cliente carga el disco RAM inicial proporcionado por el servidor DRBL vía TFTP, y procede a mapear un intercambio (share) del NFS (también proporcionado por el servidor de DRBL) como también su partición de raíz (/). De allí, dependiendo de cómo fue configurado ese cliente particular en el servidor de DRBL, el cliente carga, o la distribución Linux en la cual el servidor de DRBL está instalado, o Clonezilla, o un instalador para varias distribuciones Linux.
Todos los recursos de sistema residen en la máquina local excepto el almacenamiento, que reside en el servidor DRBL.

## Claves para un exitoso ambiente de cliente híbrido con DRBL
El principal cuello de botella en una instalación DRBL está entre el almacenamiento en el servidor de DRBL, y la estación de trabajo del cliente. El almacenamiento rápido en el servidor (RAID), y una red rápida (Ethernet de gigabit), son ideales en este tipo de ambiente.